# Caloptilia iridophanes
Caloptilia iridophanes är en fjärilsart som först beskrevs av Edward Meyrick 1935.  Caloptilia iridophanes ingår i släktet Caloptilia och familjen styltmalar. Inga underarter finns listade i Catalogue of Life.